# General Villamil
General Villamil, también conocida como Playas, es una ciudad ecuatoriana; cabecera cantonal del Cantón Playas, así como la sexta urbe más grande y poblada de la Provincia de Guayas. Se localiza al sur de la región litoral del Ecuador, en una extensa llanura a orillas del océano Pacífico, a una altitud de 3 m s. n. m. y con un clima semiárido cálido de 23,4 °C en promedio. La ciudad toma su nombre oficial del prócer de la independencia, el general José de Villamil Jolly. 
En el censo de 2022 tenía una población de 48.156 habitantes, lo que lo convierte en la trigésima segunda ciudad más poblada del país. La ciudad es el núcleo del área metropolitana de General Villamil, la cual está constituida además por ciudades y parroquias rurales cercanas. El conglomerado alberga a más de 70.000 habitantes.
Sus orígenes datan de mediados de la época colonial. Desde mediados del siglo XX, la urbe ha presentado un acelerado crecimiento demográfico, debido a su ubicación geográfica cercana a Guayaquil, hasta establecer un poblado urbano. Después de la creación de la Provincia de Santa Elena en el 2007,se constituyó como el único balneario de provincia del Guayas, lo cual proporcionó una mejor inversión sobre este cantón en su infraestructura turística. Las actividades principales del mismo son la pesca, el comercio y el turismo.

## Historia

### Orígenes y fundación
En la era precolombina, según varios arqueólogos, existieron algunas tribus aborígenes en el sector costanero del Cantón Playas. Una de las más extensas de esas comunidades fue la de los huancavilcas y los Chopoyas, que significa "vertiente de agua". En las cercanías a Playas existieron varios otros pueblos como los Cruz, Mite, Yagual y los Lindao. En general los Chopoyas, Lindao, Tomalá, Yagual, Mite, Cruz y otros pequeños pueblos, formaban una confederación aborigen que sobrevivió hasta la conquista española. En la era colonial, una pequeña comunidad de pescadores empezó a crecer hasta convertirse en un importante puerto para el desarrollo de la pesca.
Alrededor de 1901, varias personas con poder político y económico de Guayaquil, decidieron inspeccionar la zona como parte del proyecto de convertir a Playas en un balneario, lo cual llegó a darse debido a sus recursos naturales y ubicación geográfica. La localidad empezó a crecer turísticamente. El crecimiento que experimentó la población de Playas desde su designación en calidad de balneario hizo que el general Eloy Alfaro declarara la parroquialización del sector. El 9 de marzo de 1910, se creó la parroquia rural General José de Villamil, la cual pertenecía al cantón Guayaquil. Más tarde, en 1948 se inauguró la carretera Guayaquil-Playas, la cual consistía de 96 km.

### Cantonización y actualidad
En 1960, varios pobladores impulsaron el primer proyecto para la conformación del cantón y aunque no ocurrió lo esperado, en 1970, se volvió a discutir de este tema. La cantonización de Playas fue una lucha Cívica Patriótica que tuvo como gestores algunos personajes, en las distintas épocas de la existencia de Playas, así en los años de 1.969, el Sr. Rafael Guerrero Valenzuela dio la idea y luego también el Ab. Zenón Macías Tomalá en los años 1.972, con la ayuda de la Asociación de Estudiantes Universitarios que la integraban el  arquitecto Gabino De la A Escalante, el Dr. Héctor Onshón Onshón, entre otros. De igual manera se pidió ayuda a los dirigentes barriales y de instituciones que se reunían en el cuerpo de Bomberos de Playas. En una de las reuniones se acordó recaudar fondos, con la venta de bonos Patrióticos que servían para financiar el proyecto. 
El 21 de febrero de 1988 el Dr. Héctor Onshón Onshón renuncia con carácter irrevocable a la presidencia del Comité Pro-cantonización, ante los miembros, y en esa misma noche los integrantes del comité eligen una nueva directiva quedando integrada de la siguiente manera: Arq. Gabino De la A Escalante, presidente, Tlgo. Pesq. David García Escalante, vicepresidente, el Sr. Martín Armando Crespín Eugenio, tesorero; al Sr. Patricio Quinteros Quinde, como secretario. Para 1984 se organizó un comité que logró la aprobación del proyecto en primera instancia, sin embargo surgió una oposición que impidió el proyecto. El 21 de febrero de 1986 se formó un nuevo comité de cantonización, excluyendo del proyecto a las parroquias Posorja y El Morro. el 2 de agosto de 1989 el antiguo Congreso Nacional del Ecuador aprobó el proyecto y el 15 de agosto del mismo año, el presidente Rodrigo Borja firmó el ejecútese, quedando Playas cantonizado mediante Decreto Ejecutivo n.º 253 publicado en el Registro Oficial el 5 de agosto de 1989; el Abg. Antonio Gagliardo se hizo presente en Playas en una asamblea pública en el parque central, para manifestarle personalmente al pueblo de la aprobación del Proyecto y su compromiso de interceder ante el Sr. Presidente de la República Dr. Rodrigo Borja Cevallos para que firme el decreto y se publique en el Registro Oficial. 
Posterior a esta visita los anticantonizadores comenzaron a enviar telegramas a enviar boletines de prensa en contra de la cantonización, pero ya era tarde ya había una decisión tomada para que se logre la cantonización, luego en el diario El Universo se publicó el Decreto Ejecutivo # 253 del martes 15 de agosto de 1989. Firmado por el presidente de la República Rodrigo Borja Cevallos decretando la creación del cantón Playas en la Provincia del Guayas. El sábado 2 de septiembre de 1989, con un desfile cívico-estudiantil, se festejó el decreto que eleva a la categoría de Cantón a la parroquia General Villamil Playas, los estudiantes de los distintos planteles educativos, delegaciones de clubes sociales, culturales, deportivos e Instituciones y el Pueblo de Playas se volcaron a las calles para participar del desfile cívico que duró más de tres horas, encabezado por el presidente del Congreso Dr. Wilfrido Lucero, el Abg. Antonio Gagliardo, impulsor de la cantonización, la Reina de la parroquia Señorita Nancy Cruz, el Arq. Gabino De la A Escalante, Presidente del Comité de cantonización y demás miembros, a quienes el pueblo de Playas ovacionaron y aplaudieron a lo largo del recorrido del desfile, como muestra de agradecimiento por haber alcanzado este noble anhelo del pueblo de Playas.

## Geografía
El terreno del cantón Playas es plano, aunque al norte se levantan cerros pero de poca altura como: 
- Cerro Colorado
- Cerro Verde
- Cerro Picón
- Cerro Cantera.

Las costas son extensas; los Balnearios más importantes del cantón se encuentran al sur. 
Los principales ríos son: el Río de Arena, el Moñones y el Tambiche. 
El clima es ardiente y seco, en las playas se siente el fresco de la brisa marina.
Las prolongadas sequías y el clima ardiente han desertificado el suelo playense. Por doquier se encuentran plantas de algarrobo de donde se obtiene la afamada algarrobita, que es un energético de gran calidad. También se encuentran sembradíos de pitahaya.

### Clima
De acuerdo con la clasificación climática de Köppen, General Villamil experimenta un clima semiárido cálido (BSh), el cual se caracteriza por las temperaturas altas con una temporada lluviosa moderada, cuyas precipitaciones pueden llegar a ser intensas pero breves, por lo que a lo largo del año predomina el clima seco. Las estaciones del año no son sensibles en la zona ecuatorial, no obstante, su proximidad al océano Pacífico hace que las corrientes de Humboldt (fría) y de El Niño (cálida) marquen dos períodos climáticos bien diferenciados: un apenas pluvioso y cálido invierno, que va de diciembre a junio, y un "verano" seco y ligeramente más fresco, entre julio y noviembre. 
Su temperatura promedio anual es de 23,4 °C; con un promedio de 25,2 °C, marzo es el mes más cálido, mientras septiembre es el mes más frío, con 21,8 °C en promedio. Es un clima isotérmico, con una amplitud térmica anual inferior a 4 °C entre el mes más frío y el más cálido; si bien la temperatura real no es extremadamente alta, la humedad hace que la sensación térmica se eleve hacia los 35 °C o más. En cuanto a la precipitación, la urbe experimenta lluvias escasas y temporales; hay una diferencia de 144 mm de precipitación entre los meses más secos y los más húmedos; marzo (11 días) tiene los días más lluviosos por mes en promedio, mientras la menor cantidad de días lluviosos se mide en agosto (2 días). La humedad relativa también es constante, con un promedio anual de 81,9%. 
| Parámetros climáticos promedio de General Villamil, Ecuador | Parámetros climáticos promedio de General Villamil, Ecuador | Parámetros climáticos promedio de General Villamil, Ecuador | Parámetros climáticos promedio de General Villamil, Ecuador | Parámetros climáticos promedio de General Villamil, Ecuador | Parámetros climáticos promedio de General Villamil, Ecuador | Parámetros climáticos promedio de General Villamil, Ecuador | Parámetros climáticos promedio de General Villamil, Ecuador | Parámetros climáticos promedio de General Villamil, Ecuador | Parámetros climáticos promedio de General Villamil, Ecuador | Parámetros climáticos promedio de General Villamil, Ecuador | Parámetros climáticos promedio de General Villamil, Ecuador | Parámetros climáticos promedio de General Villamil, Ecuador | Parámetros climáticos promedio de General Villamil, Ecuador |
| Mes                                                         | Ene.                                                        | Feb.                                                        | Mar.                                                        | Abr.                                                        | May.                                                        | Jun.                                                        | Jul.                                                        | Ago.                                                        | Sep.                                                        | Oct.                                                        | Nov.                                                        | Dic.                                                        | Anual                                                       |
| ----------------------------------------------------------- | ----------------------------------------------------------- | ----------------------------------------------------------- | ----------------------------------------------------------- | ----------------------------------------------------------- | ----------------------------------------------------------- | ----------------------------------------------------------- | ----------------------------------------------------------- | ----------------------------------------------------------- | ----------------------------------------------------------- | ----------------------------------------------------------- | ----------------------------------------------------------- | ----------------------------------------------------------- | ----------------------------------------------------------- |
| Temp. máx. media (°C)                                       | 26.4                                                        | 26.9                                                        | 27.0                                                        | 26.8                                                        | 26.0                                                        | 24.8                                                        | 24.3                                                        | 24.2                                                        | 24.2                                                        | 24.4                                                        | 24.7                                                        | 25.6                                                        | 25.4                                                        |
| Temp. media (°C)                                            | 24.5                                                        | 25.1                                                        | 25.2                                                        | 24.9                                                        | 24.1                                                        | 22.9                                                        | 22.2                                                        | 21.9                                                        | 21.8                                                        | 22.0                                                        | 22.4                                                        | 23.4                                                        | 23.4                                                        |
| Temp. mín. media (°C)                                       | 23.3                                                        | 23.9                                                        | 24.0                                                        | 23.6                                                        | 22.9                                                        | 21.7                                                        | 21.1                                                        | 20.6                                                        | 20.5                                                        | 20.7                                                        | 21.1                                                        | 22.1                                                        | 22.1                                                        |
| Precipitación total (mm)                                    | 92                                                          | 153                                                         | 151                                                         | 88                                                          | 54                                                          | 26                                                          | 19                                                          | 9                                                           | 14                                                          | 16                                                          | 20                                                          | 41                                                          | 683                                                         |
| Días de precipitaciones (≥ 1.0 mm)                          | 8                                                           | 11                                                          | 11                                                          | 9                                                           | 7                                                           | 4                                                           | 3                                                           | 2                                                           | 3                                                           | 3                                                           | 2                                                           | 4                                                           | 67                                                          |
| Horas de sol                                                | 263.5                                                       | 246.4                                                       | 282.1                                                       | 273                                                         | 244.9                                                       | 207                                                         | 189.1                                                       | 182.9                                                       | 183                                                         | 176.7                                                       | 189                                                         | 248                                                         | 2685.6                                                      |
| Humedad relativa (%)                                        | 82                                                          | 82                                                          | 82                                                          | 83                                                          | 83                                                          | 83                                                          | 82                                                          | 81                                                          | 82                                                          | 81                                                          | 81                                                          | 81                                                          | 81.9                                                        |
| Fuente: Climate-data.org                                    |                                                             |                                                             |                                                             |                                                             |                                                             |                                                             |                                                             |                                                             |                                                             |                                                             |                                                             |                                                             |                                                             |

## Política

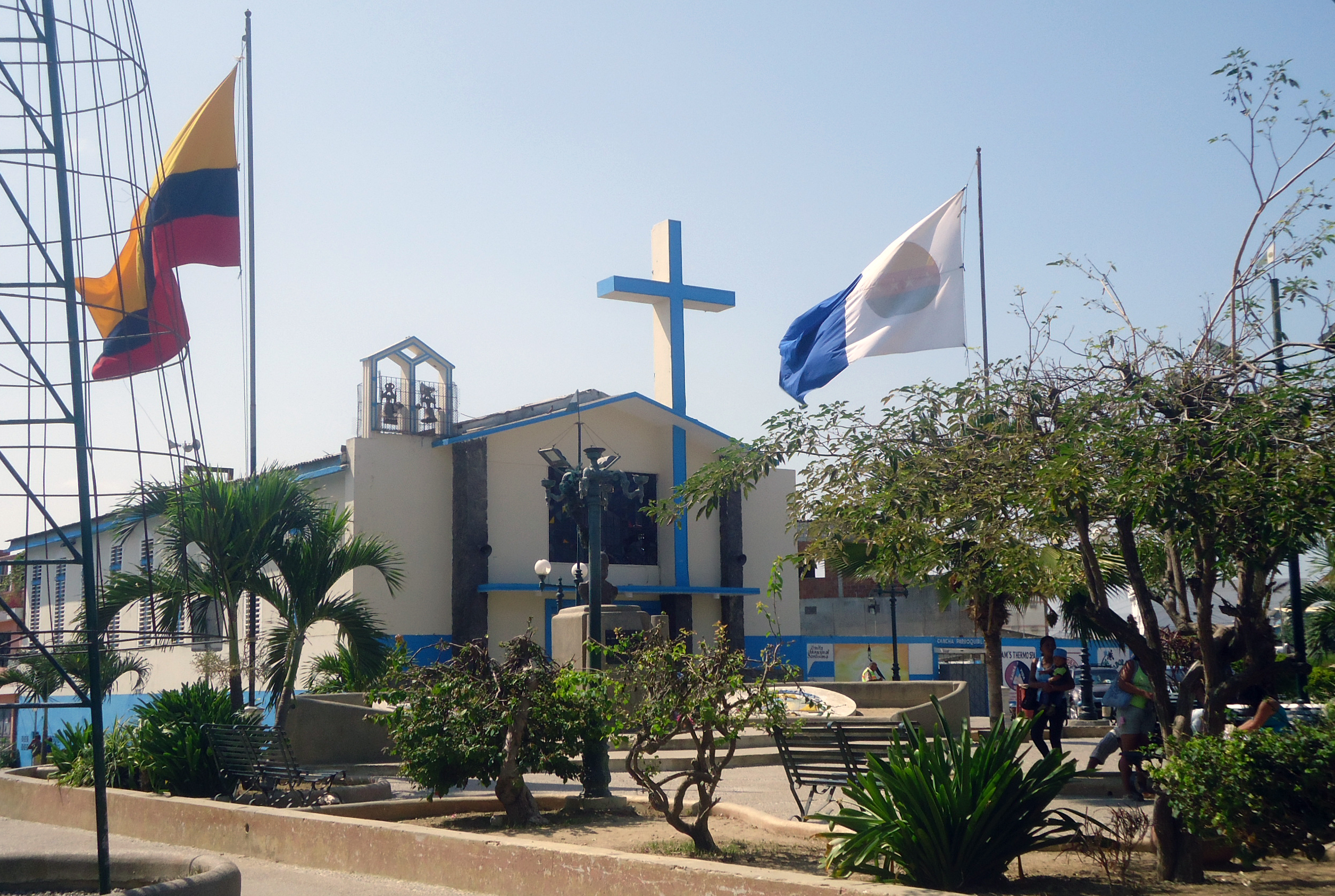
Iglesia y Parque Central de Playas

Territorialmente, la ciudad de General Villamil está organizada en una única parroquia urbana, que abarca el aérea total del Cantón Playas. El término "parroquia" es usado en el Ecuador para referirse a territorios dentro de la división administrativa municipal.
La ciudad de General Villamil y el cantón Playas, al igual que las demás localidades ecuatorianas, se rige por una municipalidad según lo previsto en la Constitución de la República. El Gobierno Autónomo Descentralizado Municipal de Playas, es una entidad de gobierno seccional que administra el cantón de forma autónoma al gobierno central. La municipalidad está organizada por la separación de poderes de carácter ejecutivo representado por el alcalde, y otro de carácter legislativo conformado por los miembros del concejo cantonal.
La Municipalidad de Playas, se rige principalmente sobre la base de lo estipulado en los artículos 253 y 264 de la Constitución Política de la República y en la Ley de Régimen Municipal en sus artículos 1 y 16, que establece la autonomía funcional, económica y administrativa de la Entidad.

### Alcaldía
El poder ejecutivo de la ciudad es desempeñado por un ciudadano con título de Alcalde del Cantón Playas, el cual es elegido por sufragio directo en una sola vuelta electoral, sin fórmulas o binomios en las elecciones municipales. El vicealcalde no es elegido de la misma manera, ya que una vez instalado el Concejo Cantonal se elegirá entre los ediles un encargado para aquel cargo. El alcalde y el vicealcalde duran cuatro años en sus funciones, y en el caso del alcalde, tiene la opción de reelección inmediata o sucesiva. El alcalde es el máximo representante de la municipalidad y tiene voto dirimente en el concejo cantonal, mientras que el vicealcalde realiza las funciones del alcalde de modo suplente mientras no pueda ejercer sus funciones el alcalde titular.
El alcalde cuenta con su propio gabinete de administración municipal mediante múltiples direcciones de nivel de asesoría, de apoyo y operativo. Los encargados de aquellas direcciones municipales son designados por el propio alcalde. Actualmente, el alcalde de Playas es Gabriel Balladares Espinoza, elegido para el periodo 2023 - 2027.

### Concejo cantonal
El poder legislativo de la ciudad es ejercido por el Concejo Cantonal de Playas el cual es un pequeño parlamento unicameral que se constituye al igual que en los demás cantones mediante la disposición del artículo 253 de la Constitución Política Nacional. De acuerdo a lo establecido en la ley, la cantidad de miembros del concejo representa proporcionalmente a la población del cantón.
Playas posee 5 concejales, los cuales son elegidos mediante sufragio (Sistema D'Hondt) y duran en sus funciones cuatro años pudiendo ser reelegidos indefinidamente. El alcalde y el vicealcalde presiden el concejo en sus sesiones. Al instalarse el concejo cantonal por primera vez los miembros eligen de entre ellos un designado para el cargo de vicealcalde de la ciudad.

## Turismo

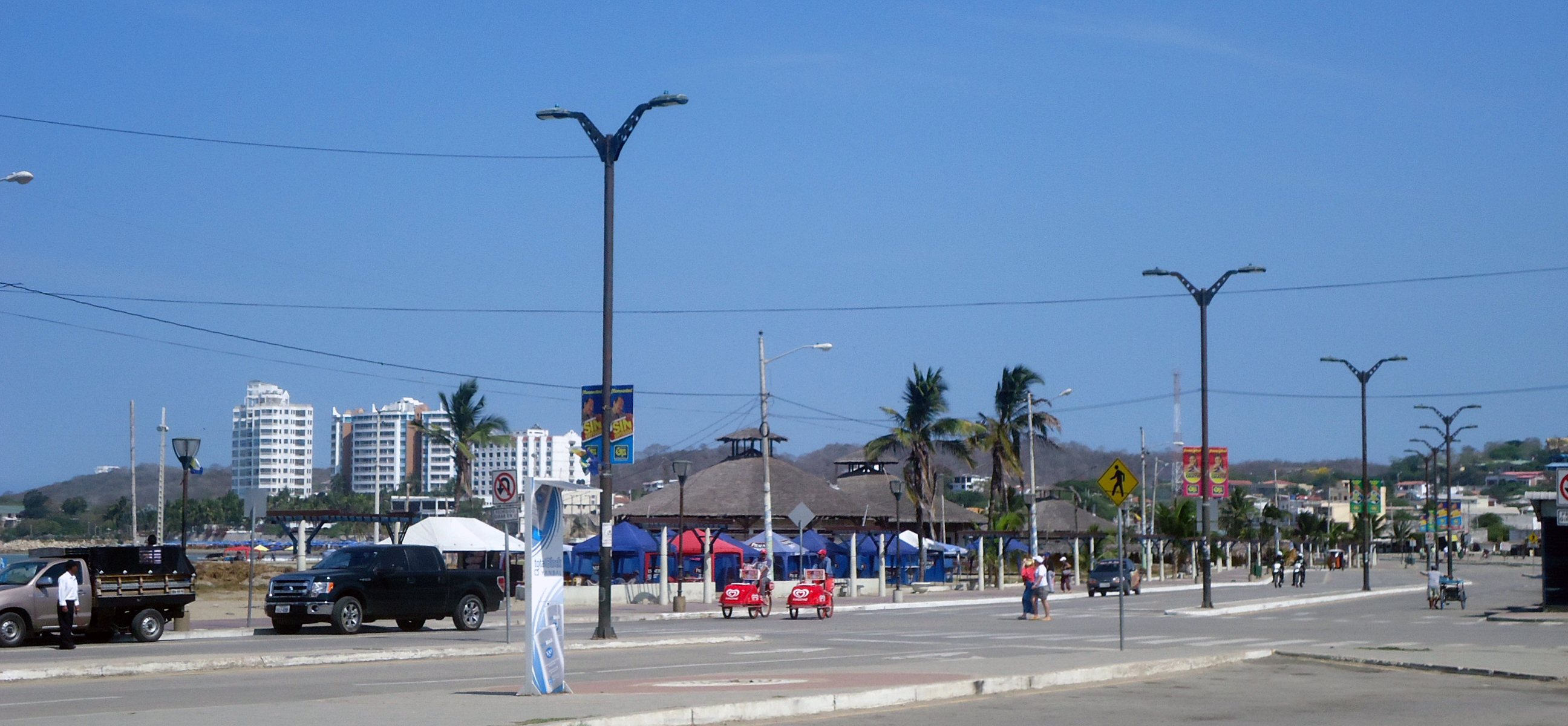
Avenida Malecón

El turismo es una de las industrias más vitales de General Villamil y, desde los últimos años, se encuentra en constante cambio e innovación. La ciudad se encuentra con una creciente reputación como destino turístico por su ubicación, cercana a Guayaquil. A través de los años, General Villamil ha incrementado notablemente su oferta turística; actualmente, el índice turístico creció gracias a la campaña turística emprendida por el gobierno nacional, "All you need is Ecuador". Playas se encuentra a 90 km de Guayaquil, por lo que se puede llegar en unos 45 minutos. Los turistas, en gran número visitan este cantón para gozar de sus acogedoras playas. Sus principales festividades son:
- El Día del Pescador es en el mes de junio
- Cantonización 15 de agosto.
- 24 de septiembre: patronal en honor a la Virgen de la Merced.

Sin lugar a dudas los mejores atractivos lo constituyen sus extensas playas, que cuentan con una excelente infraestructura hotelera y de servicios que hacen de lo más agradable la visita y estadía de miles de turistas ecuatorianos y extranjeros, que semana a semana visitan esta ciudad.
- Playa Rosada, situada cerca del faro, es un sitio apacible para los bañistas y especial para excursiones.
- También puede ir a visitar el hermoso Santuario de la Virgen de la Roca.
- Cerca del club Casa Blanca, se puede observar pelícanos y otras aves del sector.
- Punta El Pelado, en la vía al recinto Engabao, es una agradable y tranquila playa ideal para caminatas y campamentos, con deliciosa comida típica.
- Los paseos a caballo por sus hermosas playas es uno de sus principales atractivos.
- La casa de don Víctor Estrada es un verdadero relicario del pasado histórico y cultural.

En este cantón existen una gran cantidad de platos típicos que hacen de la visita a Playas una verdadera delicia gastronómica. Entre los más apetecidos están una buena variedad de ceviches de langosta, langostino, camarón, concha, pescado, pulpo o mixtos, arroz marinero, pescados enteros al carbón, encebollado de albacora, ostra asada y hamburguesas de avestruz.

## Transporte
El transporte público es el principal medio de transporte de los habitantes de la ciudad. El sistema de bus no es amplio y está conformado por pocas empresas de transporte intercantonal e intercomunal para el transporte a localidades cercanas.

### Transporte Intercantonal
- Villamil
- Posorja
- Km. 26
- Pedro Carbo
- 9 de Marzo
- Engabao

Buena parte de las calles de la ciudad están asfaltadas o adoquinadas, aunque algunas están desgastadas y el resto de calles son lastradas, principalmente en los barrios nuevos que se expanden en la periferia de la urbe.

#### Avenidas importantes
- Pedro Menéndez Gilbert
- 15 de agosto
- 84
- Paquisha
- Jaime Roldós A.
- Jambelí
- 24 de Septiembre
- Sixto Chang C.
- Zenón Macías
- Del Pacífico
- Guayaquil

## Economía

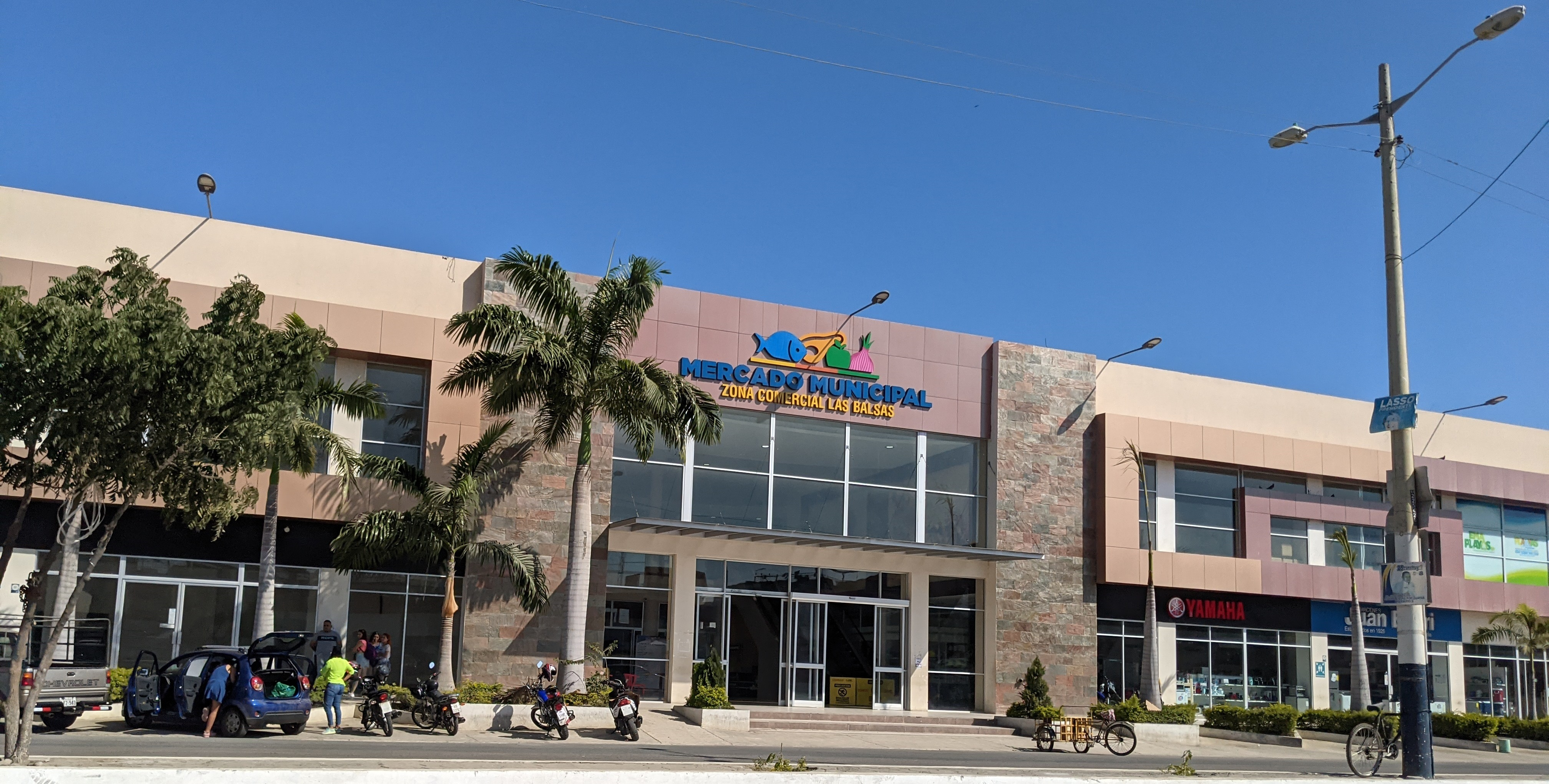
Mercado Municipal de Playas

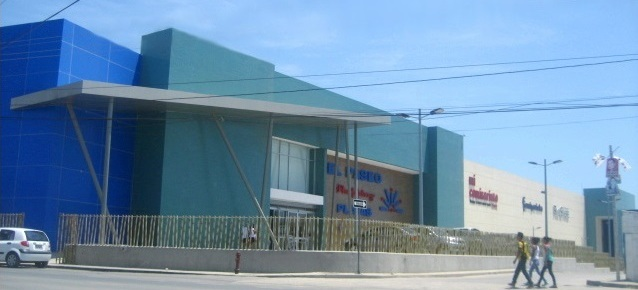
El Paseo Shopping Playas, primer centro comercial de la ciudad.

La pesca es una de las principales actividades del cantón. En la actualidad hay una actividad comercial inusitada, gracias al apoyo de su población, y además se han asentado muchas empresas comerciales, industrias camaroneras y atuneras. El mar ecuatoriano brinda a Playas una suculenta producción de peces y mariscos, que junto a la actividad camaronera y el turismo constituyen las labores principales de los playasenses. La pesca artesanal de mar es significativa tanto en el consumo doméstico como en la industria peninsular. En el sector de Data de Posorja existen cultivos de Maíz, aunque no son muy significativos para la economía del cantón.
El comercio es la actividad complementaria para atender al turista así como para cubrir las necesidades internas. El turismo, aunque desarrollado en gran medida, carece de una implementación de servicios acorde con la importancia de un cantón que tiene a este sector como su mejor opción para sus ingresos.

## Medios de comunicación
La ciudad posee una red de comunicación en continuo desarrollo y modernización. En la ciudad se dispone de varios medios de comunicación como prensa escrita, radio, televisión, telefonía, Internet y mensajería postal. 
- Telefonía: Si bien la telefonía fija se mantiene aún con un crecimiento periódico, esta ha sido desplazada muy notablemente por la telefonía celular, tanto por la enorme cobertura que ofrece y la fácil accesibilidad. Existen 3 operadoras de telefonía fija, CNT (pública), TVCABLE y Claro (privadas) y cuatro operadoras de telefonía celular, Movistar, Claro y Tuenti (privadas) y CNT (pública).

- Radio: Dentro de esta lista se menciona una gran cantidad de sistemas radiales de transmisión nacional y local.

- Medios televisivos: La mayoría son nacionales. El apagón analógico se estableció para el 31 de diciembre de 2019.

## Deporte
La Liga Deportiva Cantonal de Playas es el organismo rector del deporte en todo el Cantón Playas y por ende en la urbe se ejerce su autoridad de control. Actualmente se practican varios deportes como la pesca deportiva, surf, futbol playero, ciclismo de aventura; el deporte más popular en la ciudad, al igual que en todo el país, es el fútbol, siendo el deporte con mayor convocatoria. Actualmente, no existe ningún club playasense activo en el fútbol profesional ecuatoriano por lo que sus habitantes son aficionados, en su mayoría, de los clubes guayaquileños: Barcelona Sporting Club y Club Sport Emelec. 
Eventos deportivos:
- Se realizó en el 2012 el triatlón Medio Ironman "Guayasman"
  - Natación: 1.600 m
  - Ciclismo: 90 km
  - Atletismo: 21 km

- Se realizó en el 2014 el Reef Classic
  - Surf